# 전주삼천남초등학교
전주삼천남초등학교는 대한민국 전북특별자치도 전주시 완산구 삼천동1가에 있는 초등학교다.

## 학교 연혁
- 1992년 9월 1일 전주삼천남국민학교 24학급 편성 개교
- 1996년 3월 1일 전주삼천남초등학교로 개칭
- 2014년 3월 1일 전주삼천남초등학교 병설 유치원 개원
- 2023년 2월 10일 제 30회 졸업(졸업생 77명, 총 8,762명)
- 2023년 3월 1일 초등 16학급 편성 (특수학급 1학급 포함), 유치원 4학급 편성
- 2023년 3월 1일 제 13대 박민정 교장 부임

## 학교 상징
- 교화 - 목련 : 쌍떡잎식물 미나리아재비목 목련과의 낙엽교목으로 주로 숲속에서 서식한다. 크기는 높이 10m 내외이다. ▶ 꽃모양이 청초하고 우아하며, 순결하여 어린이들의 예절바른 태도와 정직, 협동정신을 나타낸다.
- 교목 - 소나무 : 겉씨식물 구과목 소나무과의 상록침엽 교목이다. 분포지역은 한국, 중국 북동부, 우수리, 일본 등지이며 크기는 높이 35m, 지름 1.8m 정도이다. ▶ 늘 푸르고 수명이 긴 나무로 변절없는 인간의 마음과 소박함을 뜻하며, 삼천남 어린이들의 굳센 기상을 상징한다.
- 교조 - 까치 : 참새목 까마귀과의 새로 유라시아 대륙 중위도 지대의 전역, 북아프리카·북아메리카의 서부 등지에 분포되어 있다. 크기는 날개길이 19~22 cm이다. ▶ 길조로 우아하며 순박함을 표상한다. 까치가 울면 반가운 소식이 온다는 옛말과 같이 성장 발전하는 학교를 상징한다.

## 주요 시설

### 운동장
전주삼천남초등학교 운동장(全州三川南初等學校運動場, Jeonju Samcheon Nam Elementary School Field)은 대한민국 전북특별자치도 전주시에 있는 전주삼천남초등학교 내에 설치된 스포츠 시설이다. 2000년 금석배 전국초등학생축구대회 등의 스포츠 대회가 개최되었다.

## 같이 보기
- 전주삼천남초등학교 축구단

## 참고 자료
- 전주삼천남초등학교 - 한국교육학술정보원 학교알리미